# Dienten am Hochkönig
Dienten am Hochkönig (Aussprache im lokalen Dialekt: [d̥ɛ̃ɐ̃ntn̩]) ist eine Gemeinde mit 723 Einwohnern (Stand 1. Jänner 2025) und ein Dorf im Bundesland Salzburg im Pinzgau (Bezirk Zell am See) in Österreich.

## Geografie
Die Gemeinde liegt im Pinzgau im Salzburger Land am Fuß des Hochkönigs (2943 m). Das Gemeindegebiet wird von Dientenbach entwässert, der weiter im Süden in die Salzach mündet. Sein Tal durchschneidet die Dientener Berge in Nord-Süd-Richtung.

### Gemeindegliederung
Katastralgemeinden sind (Fläche Stand 31. Dezember 2023):
- Dienten (1.851,57 ha)
- Dientenbach (2.242,33 ha)
- Schwarzenbach (882,53 ha)

Einzige Ortschaft ist Dienten am Hochkönig. Ortsteile sind Berg, Bodenberg, Bründl, Dorf, Lippenanger, Schattberg, Sonnberg und Schwarzenbach.
Früher bestanden in der Gemeinde mehrere Ortschaften, namentlich
- Berg
- Bodenberg
- Dorf (mit dem Hauptort Dienten am Hochkönig)
- Schattberg
- Schwarzenbach
- Sonnberg

Bis Ende 2002 gehörte die Gemeinde zum Gerichtsbezirk Taxenbach, dann bis Juni 2017 zum Gerichtsbezirk Saalfelden. Mit 1. Juli 2017 wurde sie dem Gerichtsbezirk Zell am See zugewiesen.

### Nachbargemeinden
|           | Werfen (JO)                                 |                            |
| Maria Alm | Kompassrose, die auf Nachbargemeinden zeigt | Mühlbach am Hochkönig (JO) |
|           | Taxenbach                                   | Goldegg (JO)               |

## Geschichte
Dienten wurde erstmals 963 genannt. Im Gebiet von Dienten gab es ab dem Mittelalter ein Eisenbergwerk, das erst 1864 aufgelassen wurde. Der Name des Ortes Dienten leitet sich vom keltischen Wort „Tuenta“ ab, das wiederum vom ehemaligen Namen des Grenzflusses zwischen Pongau und Pinzgau herrührt, dem „Rivulus torrens Tuontina“.
Die Pfarrkirche in Dienten wurde erstmals 1410 urkundlich erwähnt. Im gotischen Stil wurde sie noch unter dem Namen „Kirche auf dem Bühel“ aus Tuff erbaut. Am 12. Juni 1505 wurde die Kirche wohl durch den Weihbischof der Erzdiözese Salzburg Nikolaus Kaps neu geweiht.

## Kultur und Sehenswürdigkeiten

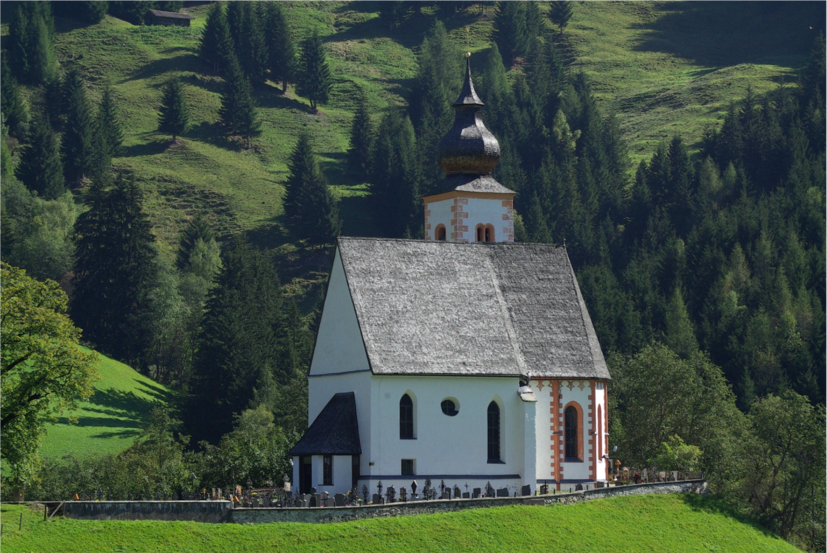
Pfarrkirche Dienten am Hochkönig

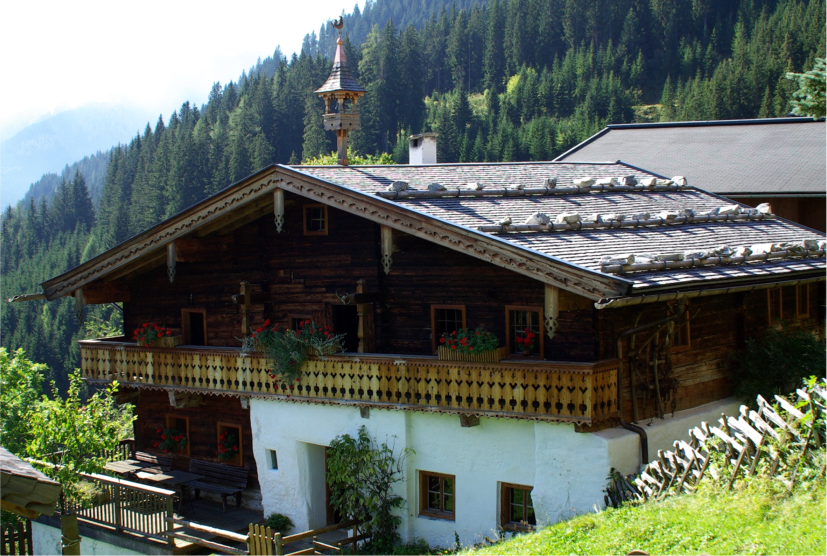
Bauernhaus Grünegg

- Katholische Pfarrkirche Dienten am Hochkönig hl. Nikolaus: Die gotische Kirche wurde 1506 geweiht und erhielt 1685 einen barocken Turm.
- Bergbaumuseum und Bergbauschaustollen: Darlegung und viele Infos über die Bergbaugeschichte mit Zeugnissen aus 4.000 Jahren.
- Berghofmuseum und Schaumühle

Theater
- Bauerntheater

## Wirtschaft und Infrastruktur

### Tourismus
Der Ort ist ein bedeutender Sommerfrische- und Wintersportort mit 120 Beherbergungsbetrieben und 1700 Gästebetten (Stand 2021). Die Anzahl der Übernachtungen stieg von 150.000 im Jahr 2011 auf 170.000 im Jahr 2019.

### Kraftwerk
Die Österreichischen Bundesforste betreiben seit 2011 das Kleinwasserkraftwerk Dientenbach mit 4,6 MW Leistung und 18.300 MWh Jahreserzeugung, das teilweise auch im Gemeindegebiet von Lend liegt.

## Politik

### Gemeinderat
Die Gemeindevertretung hat 9 Mitglieder.
- Mit den Gemeindevertretungs- und Bürgermeisterwahlen in Salzburg 2004 hatte die Gemeindevertretung folgende Verteilung: 6 SPÖ und 3 ÖVP.
- Mit den Gemeindevertretungs- und Bürgermeisterwahlen in Salzburg 2009 hatte die Gemeindevertretung folgende Verteilung: 4 SPÖ, 4 ÖVP und 1 FPÖ.[10]
- Mit den Gemeindevertretungs- und Bürgermeisterwahlen in Salzburg 2014 hatte die Gemeindevertretung folgende Verteilung: 5 SPÖ, 3 ÖVP und 1 FPÖ.[11]
- Mit den Gemeindevertretungs- und Bürgermeisterwahlen in Salzburg 2019 hatte die Gemeindevertretung folgende Verteilung: 5 SPÖ, 3 ÖVP und 1 FPÖ.[12]
- Mit den Gemeindevertretungs- und Bürgermeisterwahlen in Salzburg 2024 hat die Gemeindevertretung folgende Verteilung: 4 SPÖ, 4 ÖVP und 1 FPÖ.[13]

### Bürgermeister
- 1903–1913 Jakob Viehauser
- 1926–1928 Jakob Viehauser
- 1989–2013 Jakob Bürgler (SPÖ)[14]
- seit 2013 Klaus Portenkirchner (SPÖ)[15]

### Wappen
Die Blasonierung des Gemeindewappens:
„In geteiltem Schild oben in Schwarz ein wachsender rotbewehrter goldener Löwe, in seiner Rechten einen, oben links mit einer schräglinken Pfeilspitze besetzten, silbernen Ring haltend; unten von Rot und Silber geschacht.“
Das Wappen geht auf das Familienwappen der Gewerkenfamilie Zach zurück. Diese hatten einst auf dem Zachhof gelebt, dessen Ersterwähnung 1407 auch die des Ortes Dorf ist.

## Persönlichkeiten
- Johann Oberreiter (1807–1865), Lebzelter und Bürgermeister, bekannt als hingerichteter Giftmörder
- Jakob Viehauser (1869–1950), Landespolitiker und Bürgermeister
- Albert Steidl (1927–2017), Steuerberater und Politiker
- Viktoria Bürgler (* 2004), Skirennläuferin